# Каливас, Статис
Статис Каливас (греч. Στάθης Καλύβας, род. 7 марта 1964, Керкира, Ионические острова, Греция) — политолог греческого происхождения, специализирующийся на изучении политического насилия.
Член Американской академии наук и искусств и Британской академии.

## Биография
В 1986 году получил степень бакалавра в Афинском университете. В 1990 году получил степень магистра в Чикагском университете, в 1993 там же получил степень доктора философии (PhD) по политологии. 
Профессор-ассистент в Университете Огайо (1993–1994), Ассоциированный профессор в Нью-Йоркском университете (1994–2000) и Чикагском университете (2000–2003). С 2003 по 2018 год — профессор Йельского университета.
С 2018 года — профессор Оксфордского университета и член Колледжа всех душ.

## Научная деятельность
Работая в традиции теории рационального выбора, Каливас расширял область её применения в политологии.
Каливас — один из первопроходцев в изучении политического насилия в общественных науках, его книга Логика насилия в гражданской войне остаётся одной из самых влиятельных в своей области. В ней учёный рассмотрел политическое насилие в гражданских конфликтах, обычно рассматриваемое как во многом иррациональное, с точки зрения рационального поведения сторон конфликта: правительственные силы, повстанцы и местное население имеют собственные интересы и стратегии по их реализации. Население заинтересовано в использовании ситуации для разрешения личных конфликтов и получения выгоды, а противоборствующие стороны заинтересованы в сборе информации о противнике, нанесении ему ущерба и лишения поддержки населения. Показано, как уровень и направленность насилия в конкретном месте зависят от уровня соперничества между сторонами за контроль над территорией. Самый высокий уровень насилия наблюдается там, где одна из сторон имеет доминирующее, но не абсолютное влияние. В таком случае противоположная сторона будет применять меры, направленные против конкретных целей, так как имеет возможность и необходимость. Там же, где одна из сторон имеет практически полный контроль, выходом для противника является неизбирательное насилие. Публикация книги вызвала поворот в изучении гражданских конфликтов от рассмотрения идеологических или этнических противоречий к изучению стратегического поведения индивидов (в том числе и гражданского населения) на микроуровне.

## Критика
Предлагаемые Каливасом модели подвергаются критике: так, американско-колумбийская группа исследователей на основе материалов колумбийского конфликта не нашла подтверждения гипотезе, согласно которой стороны будут редко прибегать к насилию там, где имеют полную власть.

### Статьи
- Stathis Kalyvas. The Ontology of “Political Violence”: Action and Identity in Civil Wars (англ.) // Perspectives on Politics[англ.]. — 2003. — September (vol. 1, no. 3). — P. 475-494. — doi:10.1017/S1537592703000355.
- Stathis Kalyvas, Balcells, Laia[исп.]. International System and Technologies of Rebellion: How the End of the Cold War Shaped Internal Conflict (англ.) // American Political Science Review[англ.]. — 2010. — August (vol. 104, no. 3). — P. 415-429. — doi:10.1017/S0003055410000286.
- Stathis Kalyvas. Ethnic Defection in Civil War (англ.) // Comparative Political Studies[англ.]. — 2008. — August (vol. 41, no. 8). — P. 1043–1068. — doi:10.1177/0010414008317949.
- Stathis Kalyvas. “New” and “Old” Civil Wars: A Valid Distinction? (англ.) // World Politics[англ.]. — 2001. — October (vol. 54, no. 1). — P. 99-118. — doi:10.1353/wp.2001.0022.
- Stathis Kalyvas. Wanton and senseless? The logic of massacres in Algeria (англ.) // Rationality and Society[англ.]. — 1999. — August (vol. 11, no. 3). — P. 243-285. — doi:10.1177/104346399011003001.

### Монографии
- Каливас, Статис. Логика насилия в гражданской войне = The Logic of Violence in Civil War / пер. с английского Алексеевой Н. и Алексеева С. — Москва: Пятый рим, 2019. — 784 с. — ISBN 978-5-9500938-7-6.
- Stathis Kalyvas. The rise of Christian democracy in Europe (англ.). — Ithaca, New York: Cornell University Press, 1996. — 344 p. — ISBN 978-0801483202.
- Stathis Kalyvas. Modern Greece: What Everyone Needs to Know? (англ.). — Oxford: Oxford University Press, 2015. — 264 p. — ISBN 978-0199327829.

### Под редакцией
- Order, Conflict, and Violence (англ.) / Stathis N. Kalyvas, Ian Shapiro, Tarek Masoud. — Cambridge: Cambridge University Press, 2010. — 436 p. — ISBN 9780511755903.
- The Oxford Handbook of Terrorism (англ.) / Erica Chenoweth, Richard English[англ.], Andreas Gofas, Stathis N. Kalyvas. — Oxford: Oxford University Press, 2019. — 796 p. — ISBN 9780191796944.